# Зелден
Зелден је насељено место у долини Ецтал у аустријској покрајини Тирол.

## Географија
Са површином од 467 km2 Зелден је највећа општина у Аустрији. Иако има 3.939 становника може да угости око 15.000 туриста. Годишње у Зелдену се оствари два милиона ноћења, што сврстава ово месташце на треће место у Аустрији иза Беча и Салцбурга.

## Становништво
| 1971. | 1981. | 1991. | 2001. | 2011. |
| ----- | ----- | ----- | ----- | ----- |
| 2.372 | 2.499 | 2.738 | 3.066 | 4.113 |